# 汤姆·达林
汤姆·达林（英語：Tom Darling，1958年5月4日—），美国男子赛艇运动员。他曾代表美国参加1984年和1988年夏季奥林匹克运动会赛艇比赛，其中1984年奥运会获得一枚银牌。